# Quận Daniels, Montana
Quận Daniels là một quận thuộc tiểu bang Montana, Hoa Kỳ.
Quận này được đặt tên theo. Theo điều tra dân số của Cục điều tra dân số Hoa Kỳ năm 2000, quận có dân số người. Quận lỵ đóng ở.

## Địa lý
Theo Cục điều tra dân số Hoa Kỳ, quận có diện tích km2, trong đó có km2 là diện tích mặt nước.

## Thông tin nhân khẩu
Theo điều tra dân số 2 năm 2000, quận này đã có dân số 2.017 người, 892 hộ gia đình, và 561 gia đình sống trong quận hạt. Mật độ dân số là 1,4 người trên một dặm vuông (0.55/km ²). Có 1.154 đơn vị nhà ở mật độ trung bình của 1 trên một dặm vuông (0/km ²). Thành phần chủng tộc của cư dân sinh sống trong quận gồm 96,03% người da trắng, 1,29% người Mỹ bản xứ, 0,25% châu Á, Thái Bình Dương 0,10%, 0,59% từ các chủng tộc khác, và 1,74% từ hai hoặc nhiều chủng tộc. 1,59% dân số là người Hispanic hay Latino thuộc một chủng tộc nào. 35,7% là của Na Uy 20,0%, Đức, Ailen 7,8% và 5,5% gốc Pháp theo điều tra dân số năm 2000.
Có 892 hộ, trong đó 23,70% có trẻ em dưới 18 tuổi sống chung với họ, 54,90% là đôi vợ chồng sống với nhau, 5,50% có một chủ hộ nữ không có mặt chồng, và 37,10% là không lập gia đình. 33,60% hộ gia đình đã được tạo ra từ các cá nhân và 17,50% có người sống một mình65 tuổi hoặc cao hơn. Cỡ hộ trung bình là 2,22 và cỡ gia đình trung bình là 2,84.
Trong quận cơ cấu độ tuổi dân cư được trải ra với 22,10% dưới độ tuổi 18, 4,90% 18-24, 20,00% 25-44, 29,50% từ 45 đến 64, và 23,50% từ 65 tuổi trở lên người. Độ tuổi trung bình là 47 năm. Đối với mỗi 100 nữ có 96,00 nam giới. Đối với mỗi 100 nữ 18 tuổi trở lên, đã có 97,90 nam giới.
Thu nhập trung bình cho một hộ gia đình trong quận đạt mức USD 27.306, và thu nhập trung bình cho một gia đình là USD 35.722. Phái nam có thu nhập trung bình USD 24.405 so với 18.421 USD đối với phái nữ. Thu nhập bình quân đầu người là 16.055 USD. Có 13,40% gia đình và 16,90% dân số sống dưới mức nghèo khổ, bao gồm 19,20% những người dưới 18 tuổi và 13,20% của những người 65 tuổi hoặc cao hơn.